# محطة قطار داتشياو
داتشياو ( الصينية        ) هي محطة سكة حديد تابعة لخط الساحل الغربي لإدارة السكك الحديدية في تايوان ‏ (TRA) وتقع في مقاطعة يونغ كانغ ‏ ، تاينان ، تايوان .

## حول المحطة
- مركز تشي مي الطبي
- جامعة جنوب تايوان للعلوم والتكنولوجيا  [لغات أخرى]‏
- الوطنية تاينان الصناعية الثانوية